# Janko Narat
Janko Narat, umetniško ime Jenki, slovenski glasbenik, humorist, kantavtor, športni delavec in funkcionar, * 22. april 1973, Planina pri Sevnici. 
Janko Narat - Jenki je do leta 2009 posnel sedem albumov v stilu rocka, bluesa, boogieja in punka. Njegova besedila so ostra, pikra in družbeno kritična.
Narat je tudi zelo povezan s športom. Najprej je igral košarko za KK Dren Lesično in KK Planina ter po koncu kariere postal košarkarski sodnik. Vrsto let je tudi uspešno sodil veliki nogomet. Po koncu sojenja je postal nogometni trener in delegat. Preizkusil se je tudi v šahu, kot igralec, kapetan ekipe, sodnik, mentor in organizator turnirjev. Od leta 2011 je bil član ŠD Gornja Radgona in v letih 2015 - 2018 tudi njen tajnik - blagajnik in član upravnega odbora, nakar je leta 2019 prestopil v ŠD Pomgrad iz Murske Sobote. V letu 2013 je postal šahovski sodnik in v letu 2018 Državni šahovski sodnik. Leta 2019 je bil izvoljen za člana tekmovalne komisije Šahovske zveze Slovenije in opravljal to funkcijo do decembra 2023. Istega leta je bil izvoljen tudi za predsednika liga odbora 2. Državne članske šahovske lige vzhod. Od leta 2022 ter 2023 je opravljal tudi še funkcijo vršilca dolžnosti predsednika liga odbora 1. in 3. Državne članske šahovske lige vzhod. Vse te funkcije je opravljal do 49. Občnega zbora ŠZS, ki je potekal 23.3.2024 v Ljubljani, ko se je odločil, da se umakne iz vseh teh funkcij in prepusti to delo mlajšim kadrom.

## Albumi
- Recidiv (1999),
- Mrtvi in pokopani (2000),
- Konec v niču (2005),
- Narodnozajebavne viže (2005),
- Singl: KK in NK Šentjur (2005),
- The best of Jenki (1999-2005),
- Singl: Kozjanska himna in Moja sestrica (2005),
- Lokalno udarno (2006),
- Singl: Celje stoji na kosteh in Mesto grobišče (2006),
- Singl: Najboljše ženske in Napolni prostor v mojem srcu (2007),
- Singl: Stalagmit Stalaktit in Recitanal (2008),
- Singl: Ona gre v Palermo
- Janko Narat Jenki 10 obletnica 1999 – 2009 (2009),
- Singl: Ta Planina (2022).